# Hans-Olaf Henkel
Hans-Olaf Henkel (ur. 14 marca 1940 w Hamburgu) – niemiecki menedżer branży przemysłowej, wykładowca akademicki, publicysta, działacz gospodarczy i polityk. Prezes zarządu Federalnego Związku Przemysłu Niemieckiego oraz Stowarzyszenia Leibniza, poseł do Parlamentu Europejskiego VIII kadencji.

## Życiorys
W 1960 ukończył Akademię Ekonomii Społecznej w Hamburgu. Od 1962 zawodowo związany z przedsiębiorstwem IBM Deutschland. Stopniowo awansował w strukturze firmy, m.in. w latach 1978–1980 zajmował stanowisko dyrektorskie w amerykańskiej centrali. Następnie do 1982 był dyrektorem generalnym na poziomie regionu. W 1982 został wiceprezesem IBM w Europie, a w 1987 dyrektorem zarządzającym niemieckiego oddziału koncernu. W 1989 powierzono mu stanowisko wiceprezesa całej korporacji, od 1991 odpowiadał za sprzedaż w regionie Europy Wschodniej. W latach 1993–1994 kierował europejską centralną IBM w Paryżu.
W latach 1995–2000 pełnił funkcję prezesa Federalnego Związku Przemysłu Niemieckiego (BDI). Od 2001 do 2005 zajmował stanowisko prezesa Stowarzyszenia Leibniza. Powoływany w skład rad nadzorczych różnych przedsiębiorstw, tj. Bayer AG, Continental AG, DASA i innych. W 2001 został honorowym profesorem i wykładowcą zarządzania na Uniwersytecie w Mannheim.
W 2005 poparł w wyborach do Bundestagu FDP. Z początkowych pozycji proeuropejskich przeszedł na pozycje eurosceptyczne, publicznie m.in. krytykując wprowadzenie euro i opowiadając się za przywróceniem marki niemieckiej. W 2014 wstąpił do Alternatywy dla Niemiec. Został głównym kandydatem tej partii w wyborach europejskich, uzyskując w głosowaniu z 25 maja 2014 mandat eurodeputowanego VIII kadencji. W 2015 wraz z grupą eurodeputowanych wystąpił z AfD, współtworząc Sojusz dla Postępu i Przebudzenia (od 2016 pod nazwą Liberalno-Konserwatywni Reformatorzy). W 2018 zrezygnował z członkostwa w tej partii.

## Odznaczenia i wyróżnienia
Odznaczony Komandorią Legii Honorowej (Francja), Orderem Świętego Skarbu (Japonia), Orderem Krzyża Południa (Brazylia). Wyróżniony m.in. tytułem doctora honoris causa Uniwersytetu Technicznego w Dreźnie, a także tytułem „Ekomenedżera Roku” przyznanym przez WWF.

## Wybrane publikacje
- Die Macht der Freiheit. Erinnerungen, Econ, Monachium 2000
- Jetzt oder nie. Ein Bündnis für Nachhaltigkeit in der Politik, Siedler, Berlin 2001
- Die Ethik des Erfolgs, Econ, Monachium 2002
- Die Kraft des Neubeginns. Deutschland ist machbar, Droemer, Monachium 2004
- Kampf um die Mitte. Mein Bekenntnis zum Bürgertum, Droemer, Monachium 2007
- Die Abwracker. Wie Zocker und Politiker unsere Zukunft verspielen, Heyne, Monachium 2009
- Rettet unser Geld! Deutschland wird ausverkauft – Wie der Euro-Betrug unseren Wohlstand gefährdet, Heyne, Monachium 2010
- Die Euro-Lügner|Die Euro-Lügner. Unsinnige Rettungspakete, vertuschte Risiken – so werden wir getäuscht, Heyne, Monachium 2013